# 虎岩雅明
虎岩 雅明（とらいわ まさあき、1979年〈昭和54年〉 - ）は、日本の実業家、社会起業家。株式会社TRYWARP代表取締役。千葉大学大学院自然科学研究科修了。地域IT教育や情報格差是正を目的とした活動を学生時代から展開し、総務省の地域力創造アドバイザーや行政委員などを歴任している。

## 経歴
1979年、大分県に生まれる。千葉大学工学部情報画像工学科卒業後、同大学大学院自然科学研究科画像科学専攻修士課程を修了。
2003年、学生サークル「トライワーププロジェクト」を立ち上げ、地域住民と学生による協働型のパソコン教室を開始。2004年にNPO法人化し、秋田・新潟など全国に7拠点を展開。同年、地域SNS「あみっぴぃ」を開設。
2007年、法人向けのシステム構築などを行う株式会社TRYWARP（旧・トライワープソリューションズ）を新たに設立し、代表取締役に就任。

## 活動
IT講座や自治体連携プロジェクトを全国で展開。2022年時点で延べ16万人以上が同社のIT講座を受講。高齢者、子育て世代、学生、自治体職員向けに、デジタルリテラシー向上の支援を行っている。
総務省の「地域力創造アドバイザー」として地域ICT施策にも関与。また、NEC社会起業塾イニシアティブの卒塾生でもある。

## 受賞歴・役職
- 2008年：日経地域情報化大賞「インターネット協会賞」[6]
- 2021年 - 2024年：千葉大学画像工学同窓会 会長[7]
- 総務省 地域力創造アドバイザー登録[4]
- 2025年：一般社団法人千葉大学経済人倶楽部・絆 会長[8]

## 特許
2021年、「キーボード入力練習装置、入力練習プログラム、入力練習方法」に関する日本国特許（特許第6966105号）を取得。出願人は株式会社TRYWARP、代理人は弁理士・岡沢理華。

## メディア掲載
- 『DRIVE』（ETIC.）「世代間ギャップをITで支える」（2015年）[2]
- 『DRIVE』（ETIC.）「自分の選んだ道を正解にする」（2023年）[3]